# Freie-Partie-Weltmeisterschaft 1950

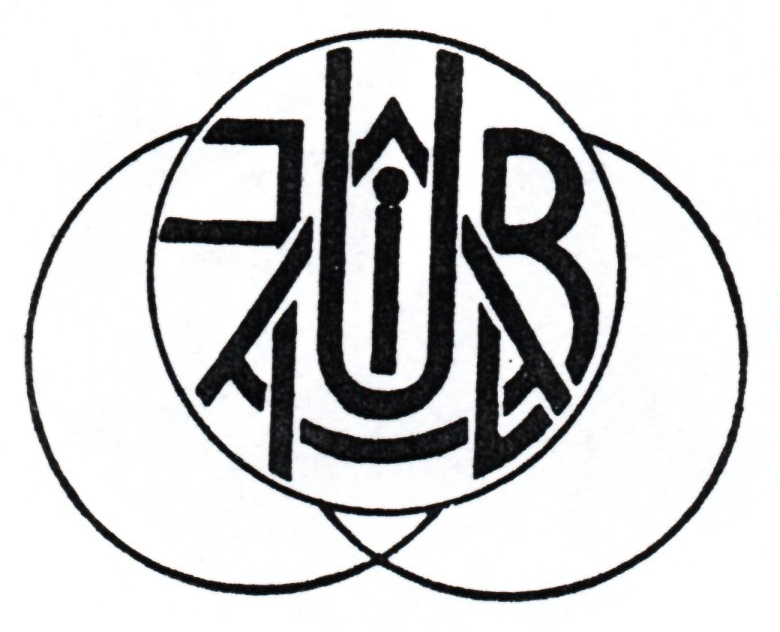
Logo UIFAB (ausrichtender Verband)

Veranstaltungsort: Madrid

Die Freie-Partie-Weltmeisterschaft 1950 war die 14. UIFAB-Weltmeisterschaft in der Freien Partie. Das Turnier fand vom 26. bis zum 30. Mai in Madrid in Spanien statt. Es war die dritte Freie-Partie-Weltmeisterschaft in Spanien.

## Geschichte
Zum zweiten Mal in Folge fand die Weltmeisterschaft in der Freien Partie in Madrid statt. Erstmals war mit Pedro Leopoldo Carrera ein Vertreter aus Südamerika im Teilnehmerfeld. Der argentinische Allrounder konnte sich auch gleich ungeschlagen den Titel sichern. Carrera war in Argentinien ein Superstar und wurde vom Präsidenten Perón gefördert. Bei seiner vierten Teilnahme wurde der Spanier Joaquin Domingo zum vierten Mal Zweiter und verbesserte der Weltrekord im Generaldurchschnitt (GD) auf 81,17. Mit Rafael Garcia kam ein zweiter Spanier als Dritter aufs Siegerpodest.

## Turniermodus
Es wurde mit neun Teilnehmern Round Robin Modus gespielt. Bei Punktegleichstand wird in folgender Reihenfolge gewertet:
1. MP = Matchpunkte
2. GD = Generaldurchschnitt
3. HS = Höchstserie

## Abschlusstabelle
| MP    | Match Points (Sieger = 2; Unentschieden = 1; Verlierer = 0) |
| Pkte. | Erzielte Karambolagen                                       |
| Aufn. | Benötigte Versuche                                          |
| GD    | Generaldurchschnitt                                         |
| BED   | Bester Einzeldurchschnitt eines Spielers                    |
| HS    | Höchstserie                                                 |
|       | Bester GD des Turniers                                      |
|       | Bester ED des Turniers                                      |
|       | Beste HS des Turniers                                       |
|       | 1. Platz (Gold)                                             |
|       | 2. Platz (Silber)                                           |
|       | 3. Platz (Bronze)                                           |

| Platz                      | Name                   | MP   | Pkte. | Aufn. | GD    | BED    | HS  |
| -------------------------- | ---------------------- | ---- | ----- | ----- | ----- | ------ | --- |
| 1                          | Pedro Leopoldo Carrera | 16:0 | 4000  | 61    | 62,60 | 250,00 | 497 |
| 2                          | Joaquin Domingo        | 12:4 | 3653  | 45    | 81,17 | 500,00 | 500 |
| 3                          | Rafael Garcia          | 12:4 | 3446  | 80    | 43,07 | 500,00 | 500 |
| 4                          | René Gabriëls          | 10:6 | 2567  | 49    | 52,38 | 100,00 | 354 |
| 5                          | Kees de Ruijter        | 8:8  | 2990  | 59    | 50,67 | 125,00 | 368 |
| 6                          | Clément van Hassel     | 6:10 | 2119  | 52    | 40,75 | 100,00 | 447 |
| 7                          | Roland Dufetelle       | 6:10 | 1882  | 72    | 26,13 | 35,71  | 262 |
| 8                          | José Iglesias Diaz     | 2:14 | 1089  | 79    | 13,78 | 35,71  | 249 |
| 9                          | Jorge Rebelo           | 0:16 | 1138  | 81    | 15,28 | –      | 167 |
| Turnierdurchschnitt: 39,76 |                        |      |       |       |       |        |     |